# 14 Batalion Budowy Dróg
14 Samodzielny Batalion Budowy Dróg – samodzielny pododdział wojsk drogowych ludowego Wojska Polskiego.
Przeznaczony do budowy i naprawy dróg w strefie przyfrontowej. W działaniach bojowych pełnił także służbę regulacji ruchu oraz kontroli wojskowych pojazdów mechanicznych.
Sformowany w rejonie Siedlec na podstawie rozkazu Naczelnego Dowództwa Wojska Polskiego nr 8 z 20 sierpnia 1944. Włączony w skład 2 Armii Wojska Polskiego.

## Obsada personalna
Dowódcy batalionu
- mjr Aleksander Aleksandrow

## Skład etatowy
Etat 047/8

Dowództwo i sztab
- 3 kompanie budowy dróg
  - 3 plutony budowy dróg
  - pluton mostowy
- kompania transportowa
  - 2 plutony transportowe